# Beaulieu (Puy-de-Dôme)
Beaulieu – miejscowość i gmina we Francji, w regionie Owernia-Rodan-Alpy, w departamencie Puy-de-Dôme.
Według danych na rok 1990 gminę zamieszkiwało 399 osób, a gęstość zaludnienia wynosiła 46 osób/km² (wśród 1310 gmin Owernii Beaulieu plasuje się na 470. miejscu pod względem liczby ludności, natomiast pod względem powierzchni na miejscu 862.).